# Général (États-Unis)
Pour les articles homonymes, voir Général.
Le titre de général (General) dans la hiérarchie militaire aux États-Unis est un grade militaire  accompagné de quatre étoiles et correspond au grade le plus élevé accessible en temps de paix.
En considérant l'ordre hiérarchique descendant, le grade de général américain est suivi du « lieutenant général » (Lieutenant General, trois étoiles), puis du « major-général » (Major General, deux étoiles) et du « brigadier général » (Brigadier General, une étoile).
En temps de guerre, le grade de General of the Army (général de l'Armée en anglais, abrégé GA), accompagné de cinq étoiles, est immédiatement supérieur à celui de général. Durant la Seconde Guerre mondiale, seuls trois généraux de l'Armée de terre américaine (Marshall, MacArthur et Eisenhower) et un général de l'Armée de l'air (Arnold)  ont été nommés General of the Army.

## Historique
Ulysses S. Grant est le premier à porter ce grade lorsque le Congrès des États-Unis le nomme à ce tout nouveau rang le 25 juillet 1866.

## Culture populaire
Le grade de général quatre étoiles apparaît régulièrement dans les œuvres de fiction originaires des États-Unis, notamment en tant que chef d'État-Major interarmées.

### Littérature
- Dans la série de bandes dessinées XIII, plusieurs personnages ont le grade de général :
  - Le général Benjamin Carrington est le premier général à apparaître, en tant que chef d'État-Major des armées.
  - Quand la Conspiration des XX tente son coup d'État, Carrington est brièvement remplacé à son poste par le numéro III de cette conjuration, le général Standwell[1];
  - Lorsque Carrington prend sa retraite, le général Wittaker lui succède en tant que chef d'État-Major des armées[2].
- Dans la série de bandes dessinées Les Tuniques Bleues, le Général Alexander est le supérieur de Blutch et Chesterfield.

### Télévision
- Dans le téléfilm En territoire ennemi 2, l'un des personnages est le général Vance.
- Dans la série Designated Survivor, le premier chef d'État-Major des armées est le général Cochrane.
- Dans la série Stargate SG-1, les généraux John P. Jumper et Michael E. Ryan tous deux Chief of Staff of the United States Air Force jouent leur propre rôle.
- Deux généraux quatre étoiles apparaissent dans la série Arrow :
  - Le Général Shrieve lance une attaque bioterroriste en Chine dans la troisième saison,
  - Le Général Walker piège John Diggle et le fait passer pour un terroriste nucléaire dans la cinquième saison.
- Dans le film Rock, plusieurs généraux quatre étoiles apparaissent dans la cellule de crise à la suite de la prise d'otage dans la prison d'Alcatraz.

### Jeux vidéo
- Dans le jeu vidéo Horizon Zero Dawn, un des acteurs majeurs des évènements qui ont conduit à l'intrigue décrite dans le jeu est le général Aaron Herres, dernier chef d'État-Major des armées avant que les machines ne remportent la victoire.
- Dans le jeu vidéo Act of War: Direct Action et son extension High Treason, l'un des personnages principaux est le général Kelly, chef d'État-Major des armées.